# Rzekuń (gemeente)
De gemeente Rzekuń is een landgemeente in het Poolse woiwodschap Mazovië, in powiat Ostrołęcki.
De zetel van de gemeente is in Rzekuń.
Op 30 juni 2004 telde de gemeente 8902 inwoners.

## Oppervlakte gegevens
In 2002 bedroeg de totale oppervlakte van gemeente Rzekuń 135,5 km², waarvan:
- agrarisch gebied: 65%
- bossen: 28%

De gemeente beslaat 6,45% van de totale oppervlakte van de powiat.

## Demografie
Stand op 30 juni 2004:
| Omschrijving                   | Totaal | Totaal | Vrouwen | Vrouwen | Mannen | Mannen |
| ------------------------------ | ------ | ------ | ------- | ------- | ------ | ------ |
| eenheid                        | aantal | %      | aantal  | %       | aantal | %      |
| inwoners                       | 8902   | 100    | 4425    | 49,7    | 4477   | 50,3   |
| bevolkingsdichtheid (inw./km²) | 65,7   | 65,7   | 32,7    | 32,7    | 33     | 33     |

In 2002 bedroeg het gemiddelde inkomen per inwoner 1191,77 zł.

## Administratieve plaatsen (sołectwo)
Borawe, Czarnowiec, Daniszewo, Drwęcz, Dzbenin, Goworki, Kamianka, Korczaki, Laskowiec, Ławy, Nowa Wieś Wschodnia, Nowa Wieś Wschodnia-Osiedle Leśniewo, Nowe Przytuły, Nowy Susk, Ołdaki, Rozwory, Rzekuń, Stare Przytuły, Stary Susk, Teodorowo, Tobolice, Zabiele.

## Aangrenzende gemeenten
Czerwin, Goworowo, Lelis, Miastkowo, Młynarze, Olszewo-Borki, Ostrołęka, Troszyn